# Hans Weisheit

Hans Weisheit

Hans Weisheit (* 9. Juni 1901 in Hermülheim; † 14. September 1954 in Frechen) war ein deutscher Politiker (NSDAP).

## Leben
Weisheit besuchte die Volksschule sowie das Kaiser-Wilhelm- und das Friedrich-Wilhelm-Gymnasium in Köln. Letzteres verließ er 1918 mit der mittleren Reife. Von 1919 bis 1933 arbeitete er bei der Reichsbahn, ab 1927 als Beamter.
Um 1922 hatte Weisheit Kontakte zu Nationalsozialisten in Köln, darunter vermutlich auch zum späteren Gauleiter Josef Grohé. Formell trat er der NSDAP (Mitgliedsnummer 21.018) im Oktober 1925 bei. Nachdem er im Mai 1927 aus der Partei ausgetreten war, wurde er im August 1930 unter Beibehaltung der alten Mitgliedsnummer erneut Mitglied. Im Juli 1931 trat er der SS bei.
Nach der Machtübertragung an die Nationalsozialisten wurde Weisheit im Juli 1933 kommissarischer Bürgermeister von Mechernich. Im Februar 1934 wechselte er im Rang eines Sturmbannführers von der SS zur SA. Ende 1934 ließ er sich als Bürgermeister beurlauben und wurde NSDAP-Kreisleiter für den Land- und Stadtkreis Bonn, wobei er gleichzeitig aus der SA ausschied. Von November 1936 bis zum Ende des NS-Regimes 1945 war Weisheit Landrat des Siegkreises. Gauleiter Grohé hatte Weisheit im August 1936 dem Oberpräsidenten der Rheinprovinz, Josef Terboven, vorgeschlagen. Der Vorschlag stieß zunächst auf Vorbehalte, da Weisheit die notwendigen Qualifikationen als Landrat fehlten.
Ab 1936 saß Weisheit als Abgeordneter für den Wahlkreis 20 (Köln-Aachen) im nationalsozialistischen Reichstag. Im April 1938 kandidierte er erneut, erhielt aber kein Mandat mehr. Im Zweiten Weltkrieg gehörte Weisheit zwischen April und Oktober 1940 einem Propaganda-Ersatzbataillon der Wehrmacht an und wurde zeitweise bei der Truppenbetreuung in Belgien und Nordfrankreich eingesetzt.
Nach dem Ende des NS-Regimes wurde Weisheit bis Juli 1947 gemäß dem automatischen Arrest im Lager Staumühle bei Paderborn interniert. In der Entnazifizierung wurde er im Oktober 1951 in die Gruppe der „Minderbelasteten“ eingeordnet. Weisheit arbeitete zuletzt als Angestellter eines Bekleidungshauses in Köln.